# Nguyễn Vũ Bình
Nguyễn Vũ Bình (sinh ngày 2 tháng 11 năm 1968) là một người bất đồng chính kiến, từng bị tù tại Việt Nam vì bị Nhà nước Cộng hòa Xã hội chủ nghĩa Việt Nam cáo buộc tội gián điệp. Ông đã viết các bài kêu gọi dân chủ và nhân quyền.

## Tiểu sử
Ông xuất thân từ làng Hành Thiện tỉnh Nam Định, một ngôi làng nổi tiếng của miền bắc Việt Nam về nhân tài, khoa bảng. Ông là đồng hương với Cố Tổng Bí thư Trường Chinh, Giáo sư Đặng Vũ Khiêu, Nguyễn Sĩ Quốc, Phạm Gia Triệu, Nguyễn Việt Tiến.

## Hoạt động
Nguyễn Vũ Bình đã làm việc gần 10 năm tại Tạp chí Cộng sản, cơ quan lý luận và chính trị của Đảng Cộng sản Việt Nam. Ngày 02/9/2000, ông làm đơn xin thành lập Đảng Tự do - Dân chủ, đồng thời cũng làm đơn xin nghỉ việc tại Tạp chí Cộng sản. Tháng 1/2001 ông bị Tạp chí Cộng sản buộc thôi việc. Sau đó, ông cùng với 16 người khác đã viết một thư mở gởi đến chính quyền kêu gọi cải cách chính trị và trả tự do cho các tù nhân chính trị. Ông cũng ủng hộ việc thành lập "Hội nhân dân giúp Đảng và Nhà nước chống tham nhũng" và trở thành thành viên sáng lập của Câu lạc bộ Dân chủ cho Việt Nam.
Ngày 21 tháng 7 năm 2002, sau khi ông gởi một bài điều trần tới Ủy ban Nhân quyền của Quốc hội Hoa Kỳ về tình hình vi phạm nhân quyền ở Việt Nam, công an đã khám nhà ông ở Hà Nội và tịch thu các tài liệu, sách vở. Ông đã bị giam lỏng tại nhà, hàng ngày bị triệu tập làm việc tại Sở Công an Hà Nội liên tục trong hơn hai tuần. Trong thời gian bị giam tại nhà, ông thường xuyên bị sách nhiễu, theo dõi và phải trình diện thường xuyên để công an thẩm vấn. Sau khi ông đưa lên Internet bài viết "Về vấn đề biên giới Việt-Trung", trong đó ông chỉ trích chính phủ đã làm thiệt hại hàng trăm kilomet vuông đất đai của Việt Nam, ông chính thức bị bắt vào ngày 25 tháng 9 năm 2002.
Cuối bản điều trần về tình hình nhân quyền ở Việt Nam, Nguyễn Vũ Bình viết: "Tôi luôn tin rằng, chúng ta chỉ có thể thành công trong việc chấm dứt và ngăn chặn những vi phạm nhân quyền tại Việt Nam khi thực hiện điều đó trên phạm vi quốc gia, tức là thành công trong việc dân chủ hóa đất nước. Vì vậy, tất cả các giải pháp đấu tranh bảo vệ nhân quyền nào cũng phải hướng tới mục tiêu cao nhất mà Nhân dân Việt Nam hằng mong ước: Tự do cá nhân và Dân chủ cho toàn xã hội."
Sau phiên xử kín kéo dài khoảng 3 tiếng tại Tòa án Nhân dân thành phố Hà Nội vào ngày 31 tháng 12 năm 2003, Nguyễn Vũ Bình bị tuyên án 7 năm tù giam và 3 năm quản thúc tại gia vì tội làm gián điệp. Các tổ chức quốc tế như Ký giả Không Biên giới, Quan sát Nhân quyền, Ủy ban Bảo vệ các Nhà báo, World Association of Newspapers, và Diễn đàn Biên tập viên Thế giới, đại diện 18.000 tờ báo trên 100 quốc gia, và Chính phủ Hoa Kỳ đồng loạt lên án phiên xử.
Mặc dù vậy vào ngày 5 tháng 5 năm 2004, tòa phúc thẩm Tòa án Nhân dân Tối cao tại Hà Nội vẫn quyết định giữ nguyên bản án. Tại cuối phiên kháng án thất bại của mình, Nguyễn Vũ Bình tuyên bố: "Đối với tôi, tự do hay là chết", rồi lập tức bắt đầu một cuộc tuyệt thực. Sau 14 ngày, ông mới đồng ý chấm dứt cuộc tuyệt thực sau khi Tòa án Tối cao đồng ý xét lại vụ án. Sau cuộc tuyệt thực, ông đã bị sụt giảm 14 kg trọng lượng và di chứng để lại là bệnh đường ruột.
Nguyễn Vũ Bình hai lần được Tổ chức Quan sát Nhân quyền trao giải Hellman-Hammett năm 2002 và năm 2007, một giải thưởng hàng năm dành cho những văn sĩ dũng cảm đương đầu với các đàn áp chính trị.
Nguyễn Vũ Bình là Hội viên danh dự của bốn tổ chức Văn bút Quốc tế: Văn bút Hoa Kỳ, Văn bút Canada, Văn bút Thụy Sĩ Pháp thoại, Văn bút Sydney.
Vào ngày 9 tháng 6 năm 2007, ông được nhà cầm quyền thả tự do từ nhà tù Ba Sao ở tỉnh Nam Hà.
Vào ngày 29 tháng 2 năm 2024, ông bị nhà cầm quyền bắt tạm giam chưa rõ cáo buộc.